# Biografielijst Dz

## Dza
- Vanja Džaferović (1983), Bosnisch-Kroatisch voetballer
- Nana Dzagnidze (1987), Georgisch schaakster

## Dze
- Orhan Džepar (1996), Nederlands voetballer
- Joelijan Dzerovytsj (1871-1943), Oekraïens pedagoog
- Feliks Dzerzjinski (1877-1926), Russisch revolutionair
- Vadzim Dzevjatowski (1977), Wit-Russisch atleet

## Dzi
- Dariusz Dziekanowski (1962), Pools voetballer
- Alexis Dziena (1984), Amerikaans actrice
- Oliver Dziubak (1982), Australisch atleet

## Dzj
- Roman Dzjindzjichasjvili (1944), Georgisch-Amerikaans schaker en schaaktrainer
- Baadoer Dzjobava (1983), Georgisch schaker
- Nafi Dzjoesojty (1925), Russisch schrijver
- Joelia Dzjyma (1990), Oekraïens biatlete

## Dzs
- Balázs Dzsudzsák (1986), Hongaars voetballer

## Dzu
- Peter Dzúrik (1968-2010), Slowaaks voetballer
- George Dzundza (1945), Amerikaans acteur